# خوآن آرتولا
خوآن آرتولا (اسپانیایی: Juan Artola‎; ۲۸ نوامبر ۱۸۹۵ – ۱ ژانویهٔ ۱۹۳۷) بازیکن فوتبال اهل اسپانیا بود.
از باشگاه‌هایی که در آن بازی کرده‌است می‌توان به باشگاه فوتبال رئال سوسیداد، باشگاه فوتبال سویا، باشگاه فوتبال رئال مادرید، و باشگاه فوتبال رئال بتیس اشاره کرد.